# Antheraea moultoni
Antheraea moultoni là một loài bướm đêm thuộc họ Saturniidae. Nó được tìm thấy ở Borneo.